# DAYS (D-SHADEのアルバム)
『DAYS』（デイズ）は、日本のロックバンド、D-SHADEの1枚目のインディーズ・アルバム。

## 概要
- 初のオリジナル・アルバム。
- 5曲入りのミニ・アルバム。

## 収録曲
1. MEMORIES (3:57)
作詞:HIBIKI・KEN、作曲:KEN
2. SONG FOR YOU (3:54)
作詞:HIBIKI・KEN、作曲:KEN
3. ENDLESS LOVE (3:50)
作詞:HIBIKI、作曲:KEN
後に3rdシングルとしてリメイク。
4. DAYS (3:47)
作詞:HIBIKI・KEN、作曲:KEN
5. 風に吹かれて (4:28)
作詞:HIBIKI、作曲:KEN